# Juraj Lupták
Juraj Lupták (ur. 2 stycznia 1942 w Bańskiej Bystrzycy, zm. 16 lipca 1987 w Bratysławie) – słowacki seryjny morderca i gwałciciel, zwany Dusicielem z Bańskiej Bystrzycy. Od maja 1978 roku do lipca 1982 roku zgwałcił i zamordował 3 młode kobiety.

## Młodość i pierwsze zbrodnie
Wychowywał się w domu dziecka. Od najmłodszych lat lubił przebywać w górach. Jako młodzieniec ukończył szkołę górniczą, ale nigdy nie pracował w wyuczonym zawodzie. Gdy miał 17 lat, popadł w alkoholizm; od tego momentu miał wielokrotnie problemy z prawem. Był karany za kradzieże i czyny lubieżne. Gdy miał 36 lat i pracował jako pasterz, w okolicy łąki, na której wypasał owce, zauważył 20-letnią Elenę Adamovą. Lupták uderzył ją kamieniem w głowę, zgwałcił, a następnie udusił. Morderstwo miało miejsce w maju 1978 roku. Zeszkielecone zwłoki ofiary, które ukrył w gęstych zaroślach zostały odnalezione dopiero rok później – w kwietniu 1979 roku. Niedługo po morderstwie, Lupták zostaje aresztowany za popełnienie przestępstwa podatkowego i osadzony na kilka lat w więzieniu. 

## Zbrodnie w 1982 roku
W 1982 roku, Lupták opuszcza więzienie. W czerwcu 1982 roku na dukcie leśnym zauważa 15-letnią Lýdię Rydlovą wracającą ze szkoły. Napastnik gwałci ją, a następnie dusi. Dziewczynę zakopuje w płytkim dole. Podczas sekcji zwłok wyjdzie na jaw, że Rydlová została zakopana żywcem, o czym będą świadczyć grudki ziemi znalezione w jej płucach. Lupták będzie się później zarzekał, iż był pewny, że ofiara w momencie zakopywania, była martwa. W miejscu ukrycia zwłok, Lupták gubi szpadel, którym zakopał ofiarę. Opuszczając miejsce zbrodni, zostanie zauważony przez spacerowiczów, którzy później rozpoznają go na okazaniu. Rozkładające się zwłoki dziewczyny zostają odnalezione miesiąc później.
Zaledwie kilka dni po odnalezieniu zwłok drugiej ofiary, Lupták napada na kolejną 15-latkę. Tym razem w centrum Bańskiej Bystrzycy. Napastnik uderza kobietę kamieniem w głowę. Gdy dziewczyna jest nieprzytomna, zdziera z niej ubranie, ale nie dokonuje gwałtu, gdyż ofiara ma miesiączkę. Gdy dziewczyna odzyskała przytomność, błagała oprawcę o życie, jednak Lupták rozwścieczony niemożnością dokonania gwałtu, skatował ją i udusił. Morderstwo miało miejsce w godzinach wieczornych, na podwórzu budynku Narodowego Komitetu Regionalnego. 
Dwa morderstwa na tle seksualnym, w bardzo krótkim odstępie czasu, wywołały panikę w Bańskiej Bystrzycy. Kobiety bały się same wychodzić na ulicę, przez co często odprowadzali je krewni. W mieście rozpoczęła się obława na mordercę. Widząc to, Lupták przez kolejne dni żyje i nocuje w górach, gdzie czuje się bezpiecznie. Wyczerpany ukrywaniem się, postanowił włamać się do domu i celowo dać aresztować milicji. Liczył, że przeczeka obławę w milicyjnym areszcie, jednak na posterunku zauważono, że odpowiada portretowi pamięciowemu, sporządzonemu po drugim morderstwie. Lupták przyznał się do winy, w tym do morderstwa popełnionego w 1978 roku. W trakcie badań psychiatrycznych, zdiagnozowano u niego osobowość psychopatyczną oraz zaburzenie preferencji seksualnych. Za swe zbrodnie został skazany na śmierć; wyrok przez powieszenie wykonano w lipcu 1987 roku w więzieniu w Bratysławie. 

## Ofiary
| Lp. | Ofiara        | Wiek | Data morderstwa |
| --- | ------------- | ---- | --------------- |
| 1.  | Elena Adamová | 20   | 6 maja 1978     |
| 2.  | Lýdia Rydlová | 15   | 2 czerwca 1982  |
| 3.  | Ivana Turová  | 15   | 18 lipca 1982   |